# Zbigniew Boniek
Zbigniew Kazimierz Boniek (ur. 3 marca 1956 w Bydgoszczy) – polski piłkarz, trener, działacz piłkarski i przedsiębiorca.
Umieszczony na liście stu najlepszych piłkarzy w historii światowej piłki nożnej według FIFA. Członek Klubu Wybitnego Reprezentanta, kapitan reprezentacji Polski w piłce nożnej, uczestnik trzech turniejów finałowych mistrzostw świata – Argentyna 1978, Hiszpania 1982 (3. miejsce), Meksyk 1986 (łącznie 16 meczów i 6 goli). Dwukrotny klubowy mistrz Polski w barwach Widzewa Łódź, mistrz Włoch, zdobywca Pucharu Włoch, a także m.in. Pucharu Europy (1985) i Pucharu Zdobywców Pucharów (1984) z Juventusem, zdobywca Pucharu Włoch i srebrny i brązowy medalista mistrzostw Włoch z AS Romą. Jeden z sześciu polskich piłkarzy, którzy zdobyli Puchar Europy.
Laureat III. miejsca w Plebiscycie Złotej Piłki w 1982. Piłkarz 50 i 60-lecia tygodnika Piłka Nożna. Jako pomocnik wybrany do jedenastki stulecia Polskiego Związku Piłki Nożnej.
W latach 1999–2002 wiceprezes Polskiego Związku Piłki Nożnej ds. marketingu, w 2002 selekcjoner reprezentacji Polski w piłce nożnej , w latach 2012–2021 prezes Polskiego Związku Piłki Nożnej. Od 2021 honorowy prezes oraz ambasador federacji. W latach 2017–2025 członek Komitetu Wykonawczego UEFA (jako jeden z dwóch Polaków w historii), w latach 2021–2025 wiceprezydent UEFA.

## Młodość i wykształcenie
Jest synem byłego piłkarza Zawiszy i Polonii Bydgoszcz, Józefa i Jadwigi Bońków. Maturę zdał w VI Liceum Ogólnokształcącym w Bydgoszczy. Przez dwa lata studiował ekonomię na Uniwersytecie Łódzkim. W 1982 ukończył studia w zakresie wychowania fizycznego na Akademii Wychowania Fizycznego w Warszawie.

## Kariera klubowa
Jest wychowankiem Zawiszy Bydgoszcz, w którym grał od 1968.

### Widzew Łódź
W 1975 został graczem Widzewa Łódź, w którym zadebiutował 16 sierpnia 1975. Pierwszy mecz przed własną publicznością zagrał 20 sierpnia 1975. 20 września rozegrał swój pierwszy mecz przeciwko mistrzowi kraju – Ruchowi Chorzów. 2 listopada rozegrał mecz przeciwko Polonii Bytom, którym strzelił gola w 9. minucie.
Z Widzewem Łódź dwukrotnie zdobył Mistrzostwo Polski (1981, 1982). Rozegrał w klubie 172 ligowe mecze, w których strzelił łącznie 50 bramek.

### Juventus
30 kwietnia 1982 podpisał kontrakt z Juventusem. 21 lipca przyleciał do Włoch, 25 zagrał w towarzyskim meczu przeciwko Widzewowi, a 12 września oficjalnie zadebiutował w klubie podczas meczu przeciwko Sampdorii. Trzy dni później z drużyną wystartował w Pucharze Europy przeciwko drużynie Hvidorve, a w rewanżowym meczu strzelił jedną bramkę. 3 października w meczu przeciwko Napoli strzelił dwie bramki.
Obok Paolo Rossiego i Michela Platiniego był jednym z filarów zespołu. W latach 1984–1985 zdobył z klubem wszystkie najważniejsze międzynarodowe trofea, na czele z Pucharem Europy i Pucharem Zdobywców Pucharów. Był nazywany „Pięknością nocy”, gdyż najlepsze występy notował w meczach rozgrywanych przy sztucznym oświetleniu.
W barwach Juventusu uczestniczył w spotkaniu finałowym Pucharu Europy w 1985 na Heysel w Brukseli, gdzie przed spotkaniem doszło do zamieszek, w wyniku których śmierć poniosło 39 kibiców. Następnego dnia, grając w Tiranie, strzelił zwycięską bramkę dla reprezentacji Polski w meczu z Albanią w eliminacjach mistrzostw świata 1986).

### AS Roma
W lipcu 1985 za 3 miliardy lirów przeszedł do AS Roma. Z tym klubem w 1986 zdobył Puchar Włoch. 
W 1988 zakończył karierę piłkarską.

## Reprezentacja narodowa
Jesienią 1975 został powołany do reprezentacji Polski U-23 przez trenera Ryszarda Kuleszę. Zagrał 74 minuty w przegranym (0-1) meczu przeciwko Reprezentacji U-23 Bułgarii.
W reprezentacji Polski – pod wodzą Kazimierza Górskiego – zadebiutował 24 marca 1976 w meczu przeciwko reprezentacji Argentyny.
Pozostał w reprezentacji również za kadencji Jacka Gmocha, zagrał m.in. w trakcie finałów Mistrzostw Świata w Argentynie w 1978, w których strzelił dwie bramki w meczu z Meksykiem.

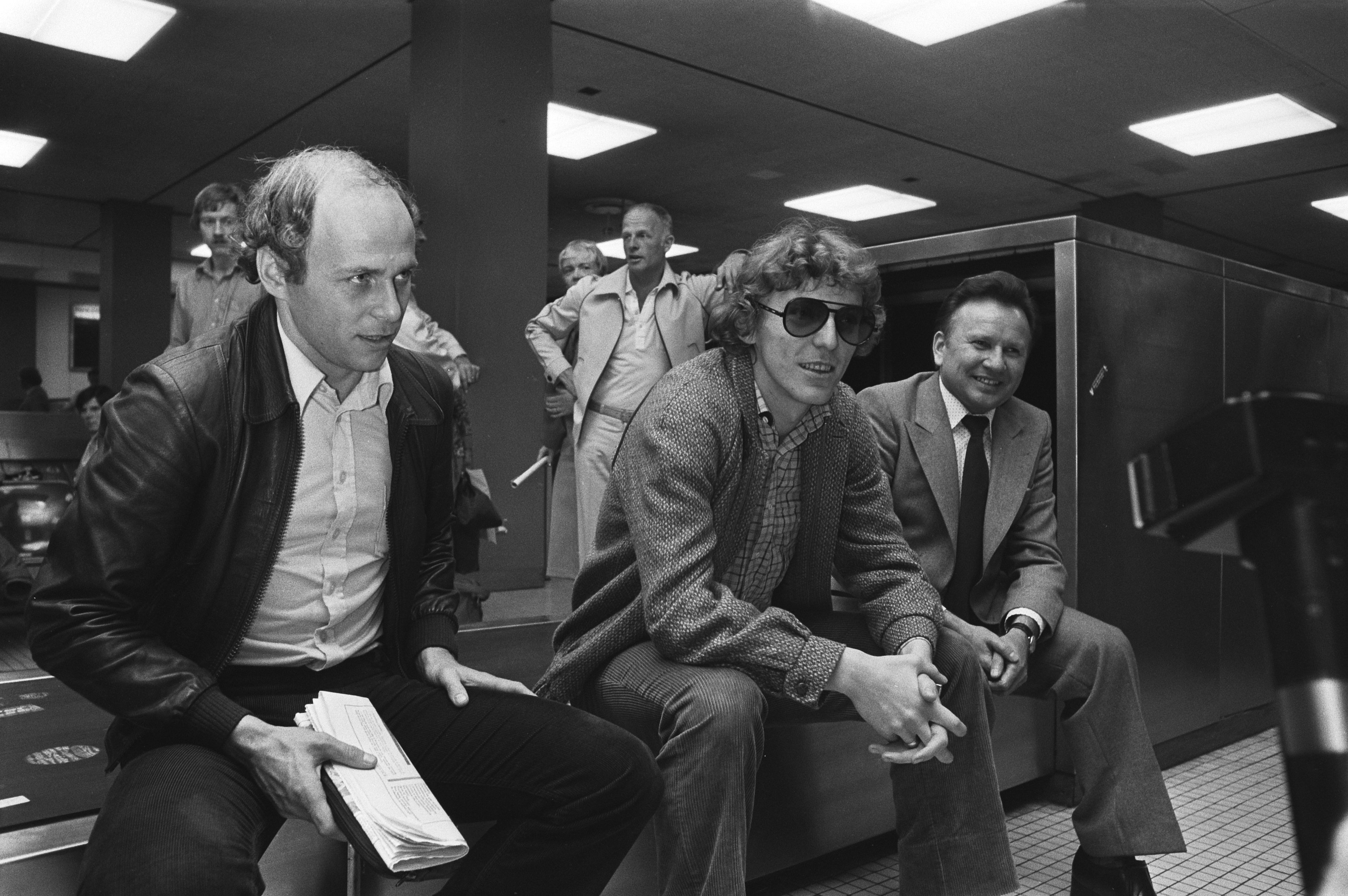
Grzegorz Lato, Boniek i trener Ryszard Kulesza (1979)

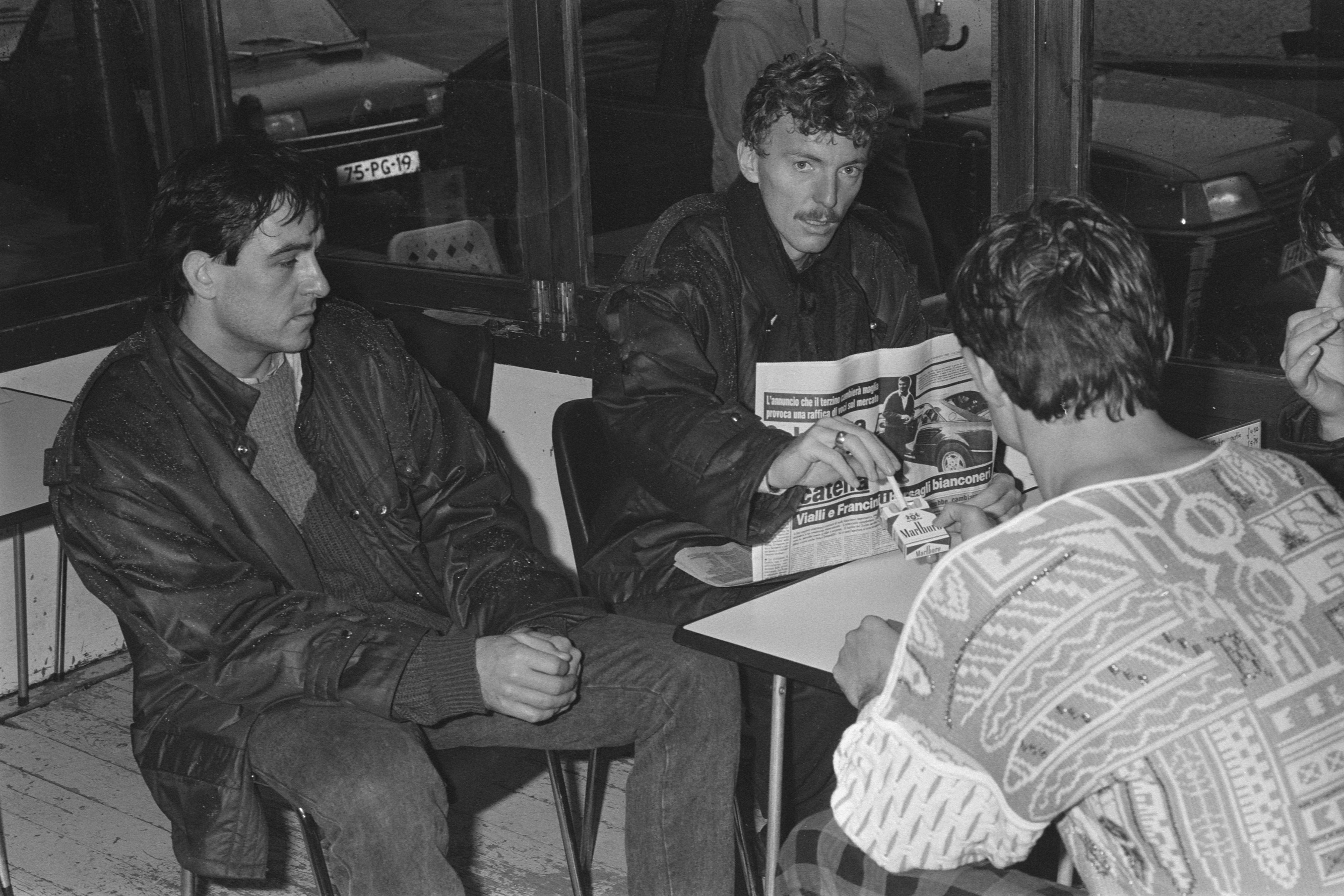
Jacek Kazimierski i Boniek (1986)

W 1980 był zamieszany w tzw. Aferę na Okęciu i w konsekwencji zawieszony w prawach reprezentanta. Szybko wrócił do kadry i odegrał czołową rolę w występie polskiej reprezentacji na Mistrzostwach Świata 1982 w Hiszpanii, m.in. strzelił hat trick w spotkaniu z reprezentacją Belgii. W meczu przeciwko Związkowi Radzieckiemu dostał żółtą kartkę (drugą w trakcie całego turnieju), przez co pauzował w meczu półfinałowym przeciwko Włochom, przegranym przez Polskę 0:2. Do składu wrócił na mecz o trzecie miejsce z Francją, w którym Polska zwyciężyła 3:2.
Na Mistrzostwa Świata 1986 w Meksyku pojechał jako kapitan reprezentacji Polski.
Reprezentacja odpadła w 1/8 finału po porażce z Brazylią 0:4. Na trzech turniejach finałowych Mistrzostw Świata (1978, 1982, 1986) rozegrał 16 spotkań, strzelając sześć goli.
Dzięki udanym występom na Mistrzostwach Świata i w Juventusie zajął w 1982 trzecie miejsce w plebiscycie czasopisma „France Football” na najlepszego piłkarza Europy, osiągając ten sukces jako drugi Polak w historii (po Kazimierzu Deynie). Wcześniej wybrany został do drużyny gwiazd mistrzostw świata. Także w 1982, jako drugi – po Wacławie Kucharze – piłkarz w historii, został najlepszym sportowcem Polski w plebiscycie „Przeglądu Sportowego”. Dwukrotnie w 1978 i 1982 został ogłoszony najlepszym piłkarzem roku w Polsce w plebiscycie „Piłki Nożnej”. W 1976 został wybrany piłkarskim odkryciem roku w Polsce w plebiscycie „Piłki Nożnej”.
Ostatni występ reprezentacyjny dał 23 marca 1988 w meczu z Irlandią Północną. W reprezentacji rozegrał łącznie 80 meczów i zdobył 24 bramki. Jest członkiem Klubu Wybitnego Reprezentanta.
W 1979 został wybrany do drużyny „Reszty Świata” na mecz z mistrzem świata, Argentyną, wygranym przez drużynę gwiazd 2:1. W drużynie „Reszty Świata” wystąpił także w meczu z Francją w 1986 podczas pożegnalnego występu Michela Platiniego.

## Kariera trenerska
W latach 1989–1990 odbył kurs trenerski w Coverciano. Uzyskał licencję UEFA Pro. W sezonie 1990/1991 prowadził drużynę US Lecce, występującą wówczas w Serie A, jednak na zakończenie sezonu klub spadł do Serie B. W następnym sezonie prowadził drużynę AS Bari, która na zakończenie sezonu spadła do Serie B.
W sezonie 1992/1993 trenował grający w Serie C1 klub SS Sambenedettese, w którym był trenerem przed 10 kolejek (bilans 0-6-4), skąd został zwolniony przed końcem rozgrywek. Na dwie kolejki przed końcem sezonu 1994/1995 został trenerem grającego w Serie C1 US Avellino 1912, z którym po dwustopniowych barażach awansował do Serie B, jednak w następnym sezonie wytrzymał jedynie cztery mecze (bilans 1-1-2).
8 lipca 2002 objął funkcję selekcjonera reprezentacji Polski w piłce nożnej. Na ławce trenerskiej reprezentacji zadebiutował 21 sierpnia 2002 w zremisowanym 1:1, towarzyskim spotkaniu z Belgią. Jako trener poprowadził kadrę w pięciu spotkaniach – dwóch wygranych, dwóch przegranych i jednym zakończonym remisem. 3 grudnia 2002 zrezygnował z funkcji selekcjonera reprezentacji Polski.

## Kariera działacza

### Polska

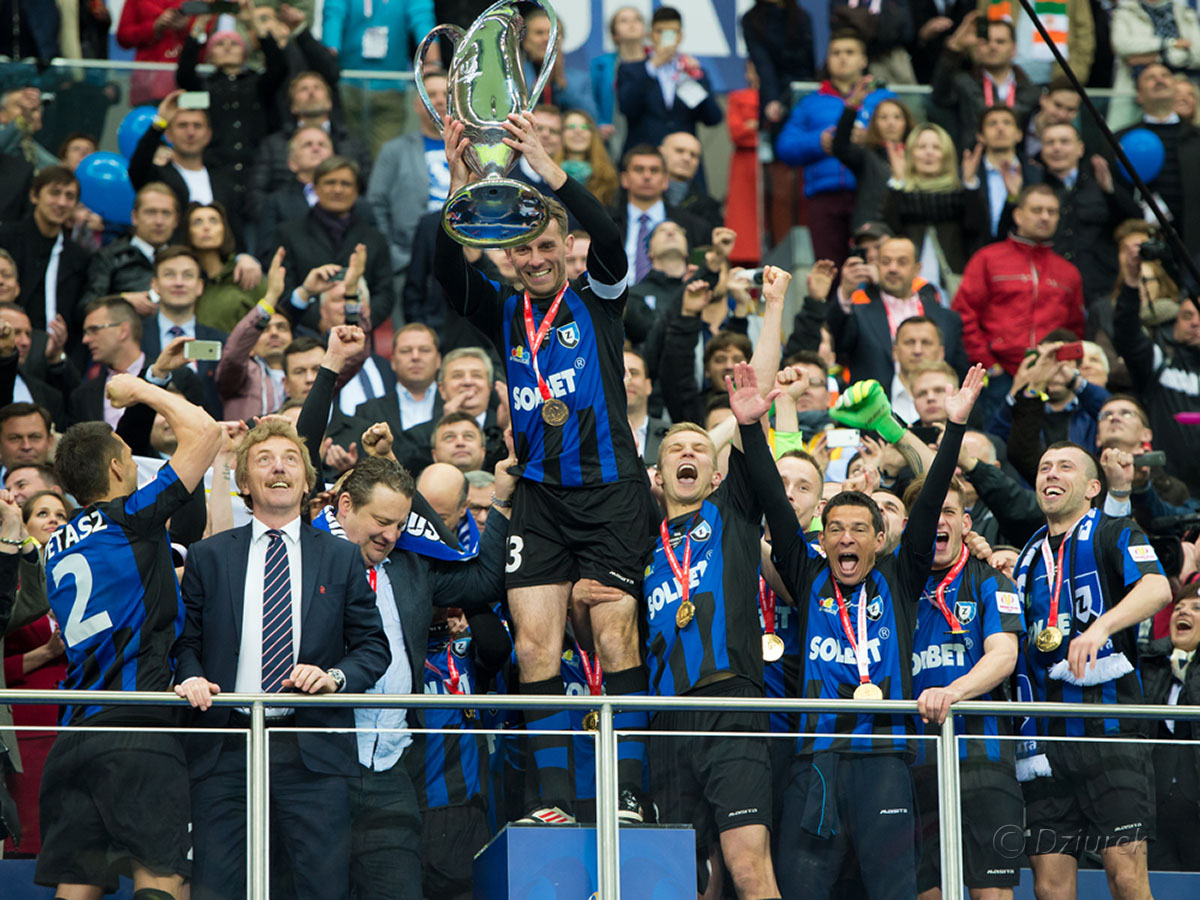
Boniek po wręczeniu Pucharu Polski Zawiszy Bydgoszcz (2014)

W 1999 kandydował na stanowisko prezesa Polskiego Związku Piłki Nożnej, ale przegrał z Michałem Listkiewiczem. Od 2000 do sierpnia 2002 pełnił funkcję wiceprezesa PZPN ds. marketingu, po czym objął stanowisko selekcjonera reprezentacji Polski w piłce nożnej.
Od 2004 do 20 lipca 2006 był jednym ze współwłaścicieli i członków zarządu Widzewa Łódź, a od 18 czerwca 2007 do września 2008 był członkiem rady nadzorczej Klubu Sportowego Widzew Łódź SA.
30 października 2008 kandydował w wyborach na prezesa polskiej federacji piłkarskiej, ale przegrał z Grzegorzem Latą. 26 października 2012, zwyciężył w wyborach po zdobyciu w drugiej turze 61 głosów delegatów (przy wymaganych co najmniej 59), dzięki czemu objął urząd prezesa Polskiego Związku Piłki Nożnej. Po zatrudnieniu przez Bońka Adama Nawałki w 2013 reprezentacja Polski  zakwalifikowała się na Mistrzostwa Europy 2016, na których dotarła do ćwierćfinału turnieju, osiągając najlepszy wynik na tych rozgrywkach. Polska od początku kadencji Bońka awansowała w rankingu FIFA o 47 lokat (z 54. miejsca w 2012 na piąte miejsce w 2017). 28 października 2016 po raz drugi został wybrany na prezesa PZPN i pełnił tę funkcję do 18 sierpnia 2021. 2 września 2024 usłyszał zarzut popełnienia przestępstwa dotyczącego działania na szkodę PZPN. Prokuratura zarzuciła mu, że w okresie od listopada 2014 do sierpnia 2021, jako prezes federacji, działając wspólnie i w porozumieniu z innymi osobami, wyrządził związkowi szkodę majątkową wielkich rozmiarów w kwocie przekraczającej 1 mln zł, w związku z umową sponsorską. Boniek nie przyznał się do zarzucanego mu czynu.
Od września 2017 jest członkiem rady nadzorczej Ekstraklasy SA.

### Europa

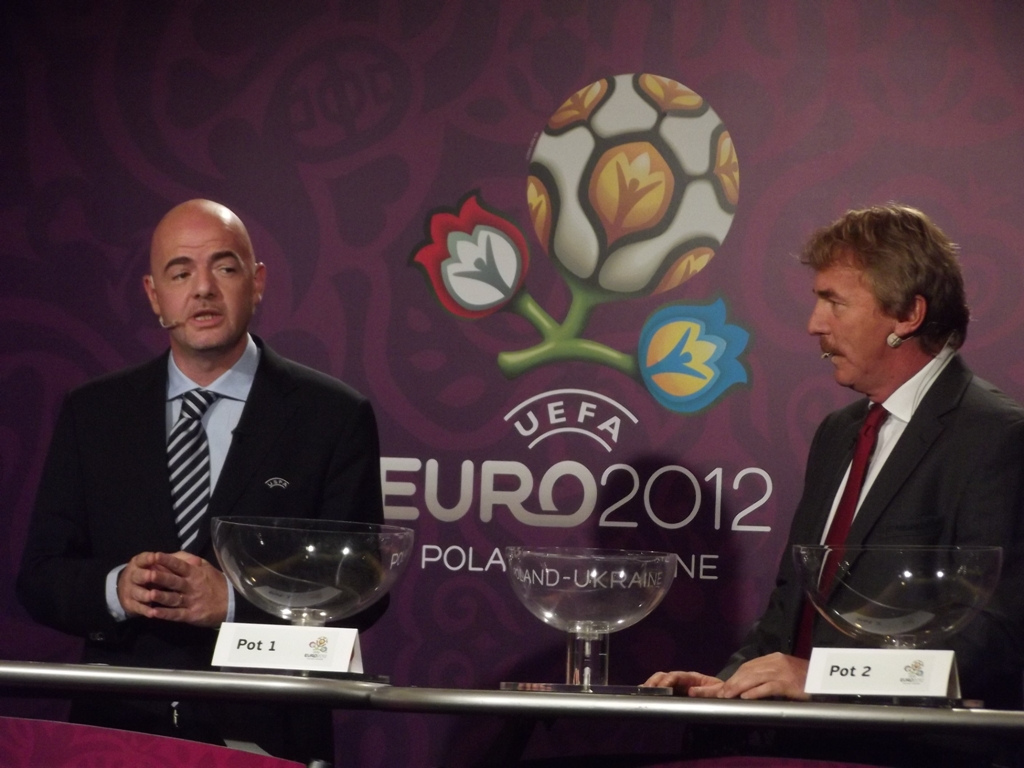
Boniek i Gianni Infantino podczas losowania fazy grupowej UEFA EURO 2012 (zdj. z 2011)

5 kwietnia 2017 podczas 41. Kongresu Europejskiej Unii Piłkarskiej w Helsinkach, otrzymując 45 na 55 możliwych głosów, został wybrany w skład Komitetu Wykonawczego UEFA, stając się drugim Polakiem w historii – po Leszku Rylskim (lata 1956-64 i 1966-68) – przyłączym do tego komitetu. Pełni funkcję przewodniczącego Komisji UEFA ds. Statusu Zawodników, Transferów, Agentów i Agentów Meczowych, wiceprzewodniczącego Komisji UEFA ds. Rozwoju i Wspierania Szkolenia. Jest także członek Panelu Doradczego ds. Szkolenia (TAP) w Międzynarodowej Radzie Piłkarskiej (IFAB). 20 kwietnia 2021 podczas kongresu UEFA w Montreux uzyskał reelekcję na kolejną kadencję komitetu wykonawczego europejskiej unii piłkarskiej i został wybrany jednym z czterech wiceprezydentów UEFA. 17 lipca 2021 podczas posiedzenia zarządu Polskiego Związku Piłki Nożnej został wybrany ambasadorem PZPN, dzięki czemu może reprezentować polski futbol w strukturach europejskich.

## Uhonorowanie
Na jego cześć imieniem Boniek nazwany został, urodzony w 1984 roku, honduraski piłkarz, Oscar Boniek García Ramírez – ponad 100-krotny reprezentant Hondurasu w piłce nożnej, a także uczestnik Mistrzostw Świata z 2014 roku.
W 2004 Pelé umieścił go na liście FIFA 100. Jest jedynym polskim piłkarzem umieszczonym na tej liście.

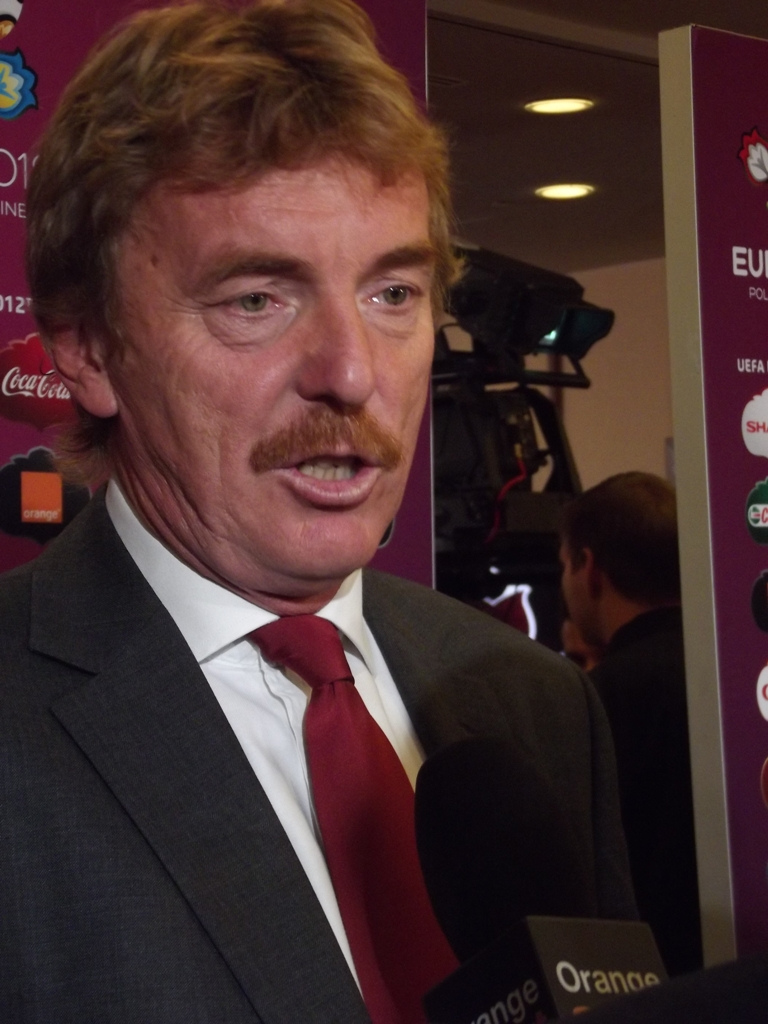
Zbigniew Boniek (2011)

W 2009, za całokształt kariery, otrzymał nagrodę Golden Foot „All-Time”.
Jako jedna z legend Juventusu, Boniek uhonorowany został przyznaniem mu jednej z 50 gwiazd otaczających Juventus Stadium. Spotkało się to ze sprzeciwem fanów, którzy wypominali Polakowi nieprzychylne wypowiedzi na temat klubu. Nowe władze Juventusu, pod naciskiem kibiców, postanowiły poddać ten temat pod ich głosowanie. Kibice zdecydowali, że ostatnia gwiazda trafi do Edgara Davidsa. Holender zdobył w głosowaniu 60%. Drugi był Boniek, z 5% poparcia. 14 lutego 2011, jego gwiazda została zamieniona na gwiazdę wspomnianego Edgara Davidsa.
19 czerwca 2018 otrzymał tytuł Honorowego Obywatela Województwa Łódzkiego, a 18 listopada 2020 tytuł Honorowego Obywatela Miasta Łodzi.
W 2019 został uznany za najbardziej wpływowego człowieka w polskim sporcie w rankingu magazynu Forbes i Pentagon Research.
W 2020 ukazała się jego książka biograficzna pt. Zibi, czyli Boniek, autorstwa dziennikarza i publicysty Romana Kołtonia, a także autobiografia pt. Zbigniew Boniek. Mecze mojego życia, wydana nakładem Wydawnictwa SQN.
18 sierpnia 2021 podczas zjazdu sprawozdawczo-wyborczego Polskiego Związku Piłki Nożnej został głosami delegatów wybrany honorowym prezesem tegoż związku.

## Życie prywatne

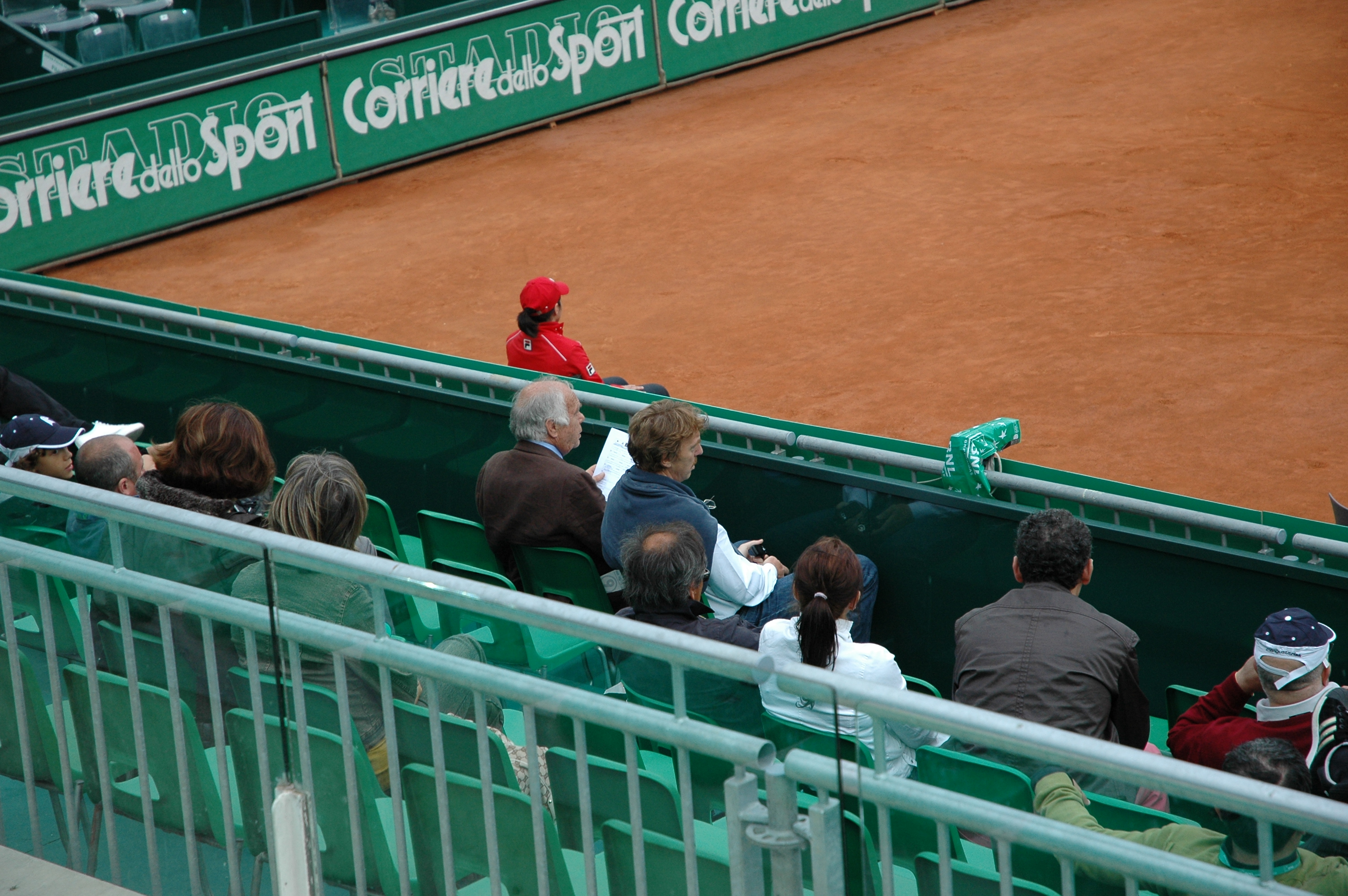
Boniek (2008)

Mieszka w Rzymie. Posiada obywatelstwo polskie i włoskie. Od 1976 żonaty z Wiesławą, z którą ma troje dzieci: Karolinę, Kamilę i Tomasza. Zięciem Bońka jest były włoski tenisista Vincenzo Santopadre. Ma troje wnuków: Mateo (ur. 2004), Giulię (ur. 2006) i Emmę Catterinę (ur. 17 grudnia 2015).

## Statystyka
- 24 bramki strzelone w reprezentacji narodowej
- 21 spotkań, w których strzelał bramki
- 80 występów w reprezentacji narodowej

Reprezentant nr 447-48.

## Sukcesy

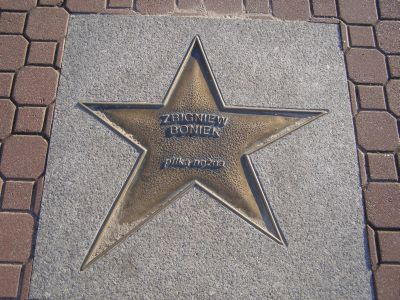
Gwiazda w Alei Gwiazd Sportu we Władysławowie

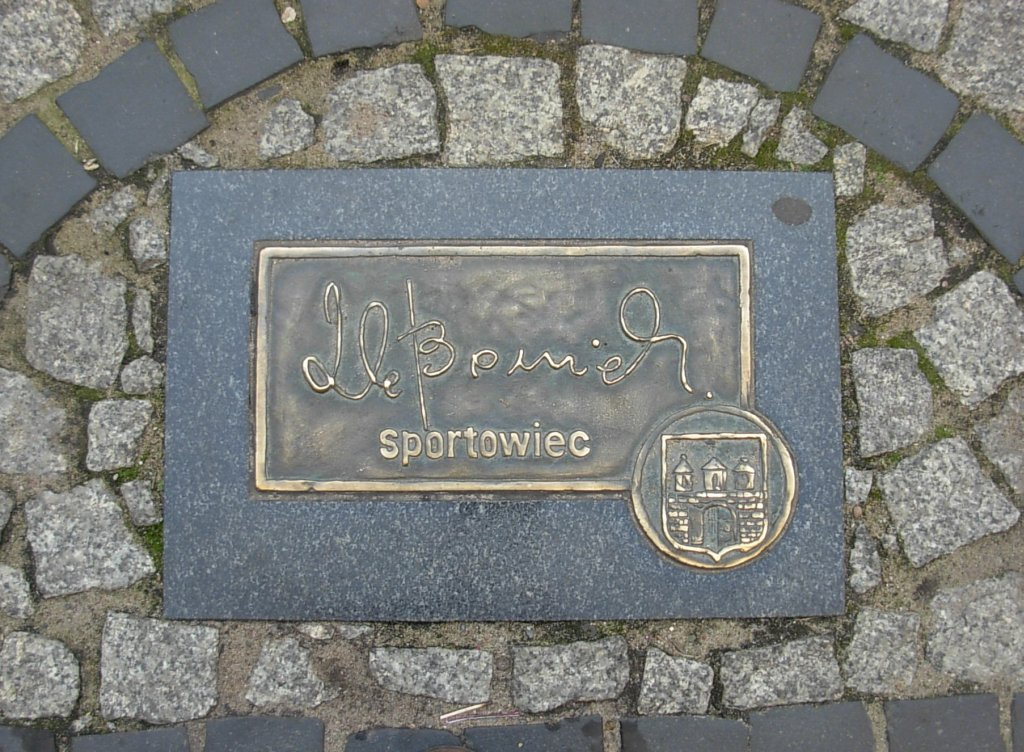
Autograf w bydgoskiej Alei Autografów

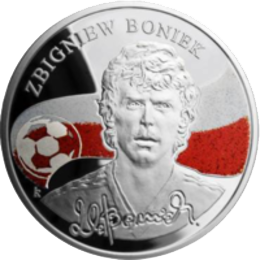
Pamiątkowy medal upamiętniający Bońka

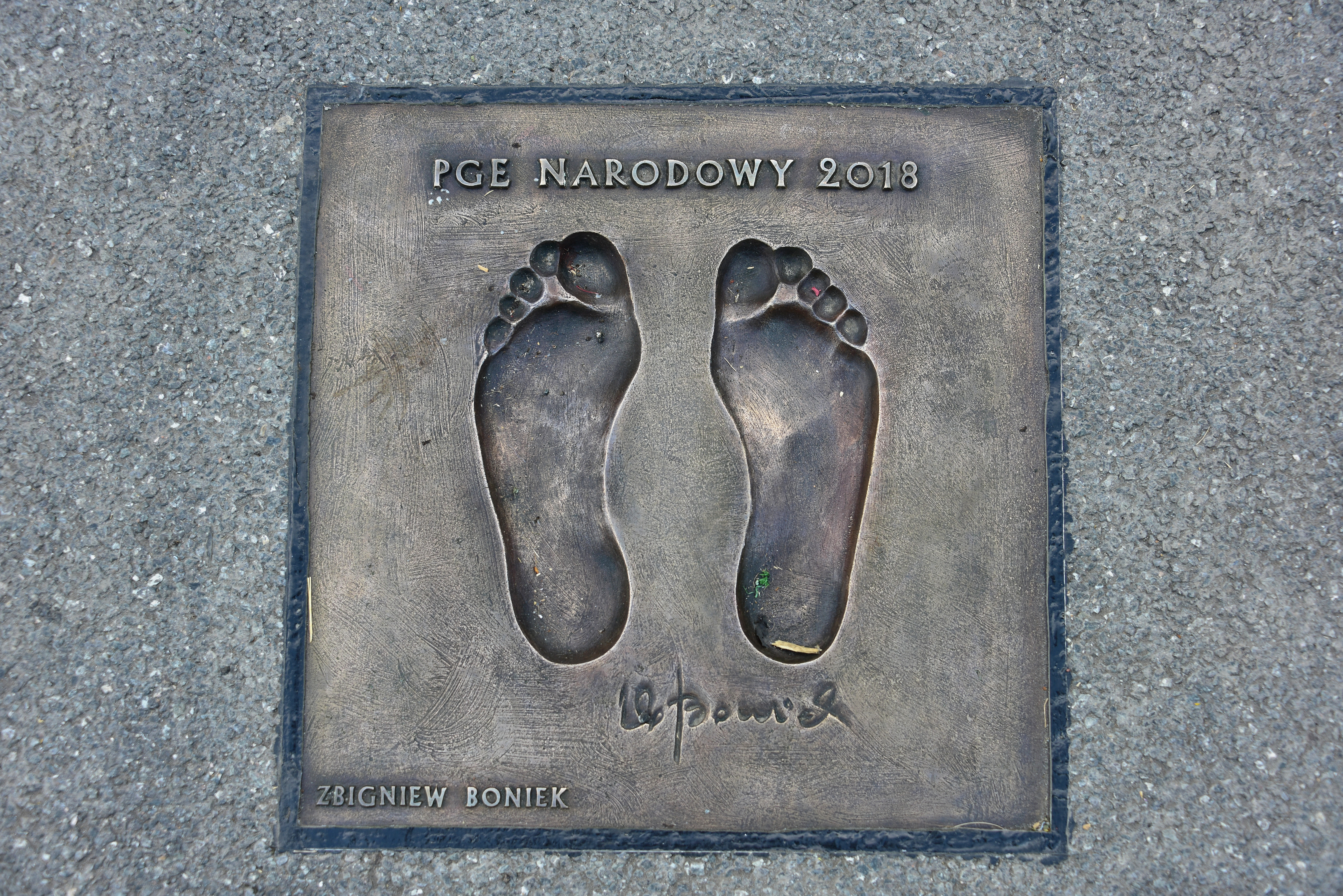
Odcisk stóp w Alei Gwiazd Piłki Nożnej na promenadzie Stadionu Narodowego w Warszawie

### Klubowe
Widzew Łódź
- Mistrzostwo Polski: 1981, 1982
- Wicemistrzostwo Polski: 1977, 1979, 1980

Juventus
- Mistrzostwo Włoch: 1984
- Wicemistrzostwo Włoch: 1983
- Puchar Włoch: 1983
- Puchar Europy: 1985
- Superpuchar Europy: 1984
- Puchar Zdobywców Pucharów: 1984

AS Roma
- Wicemistrzostwo Włoch: 1986
- Brązowy medal mistrzostw Włoch: 1988
- Puchar Włoch: 1986

### Reprezentacyjne
- III miejsce Mistrzostw Świata: 1982

### Indywidualne
- Trzecie miejsce w Plebiscycie „Złotej Piłki”: 1982
- Najlepszy sportowiec Polski w Plebiscycie „Przeglądu Sportowego”: 1982
- Odkrycie Roku w Plebiscycie „Piłki Nożnej”: 1976
- Piłkarz Roku w Plebiscycie „Piłki Nożnej”: 1978, 1982
- Skład „Gwiazd” Mistrzostw Świata: 1982
- Drużyna „Reszty Świata” na mecz z Argentyną: 1979
- Drużyna „Reszty Świata” na mecz z Francją: 1986
- FIFA 100: 2004
- Golden Foot „All time”: 2009
- Piłkarz Pięćdziesięciolecia Plebiscycie „Piłki Nożnej”: 2006
- Piłkarz Sześćdziesięciolecia Plebiscycie „Piłki Nożnej”: 2016
- Jedenastka Stulecia PZPN (na pozycji lewego pomocnika): 2019[71]

### Odznaczenia
- Krzyż Kawalerski Orderu Odrodzenia Polski – 1982
- Medal za Wybitne Osiągnięcia Sportowe – 1982
- Medal Kalos Kagathos – 2001
- Krzyż Niepodległości I Klasy z Gwiazdą (NSZZ Policjantów) – 2019[72]
- Komandor Orderu Zasługi Republiki Włoskiej – Włochy, 1997[73]

### Wyróżnienia
- Honorowy Obywatel Województwa Łódzkiego: 2018
- Honorowy Obywatel Łodzi: 2020